# Tippeligaen 2007

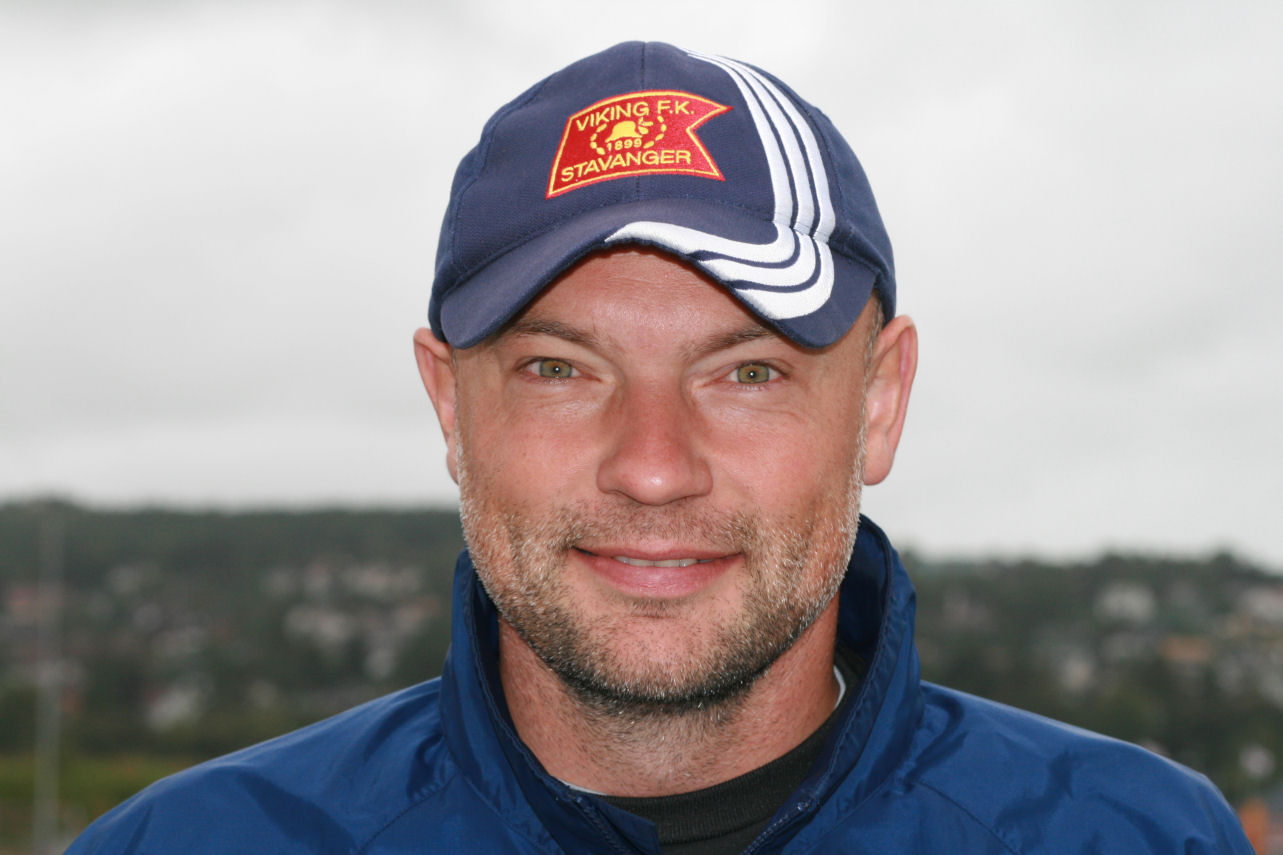
Uwe Rösler tränade Viking och laget slutade på tredje plats, och slog därmed Lillestrøm, som han tränade under 2006 års säsong.

Tippeligaen 2007 var Norges högsta division i fotboll för herrar säsongen 2006 och löpte från 9 april till 3 november 2007 och var den 17:e säsongen som Norges högsta division i fotboll för herrar kallades Tippeligaen. Regerande mästare var Rosenborg och nykomlingar var Strømsgodset och Aalesund. Brann blev seriemästere, medan Stabæk slutade på andra plats och Viking på tredje. Lagen som flyttades upp var Start, Sandefjord och Odd. Odd förlorade kvalet mot Bodø/Glimt.
Sista ongången var planerad till 4 november, men flyttades en dag tillbaka i tiden på grund Rosenborg BK:s match i UEFA Champions League 2007/2008 
- Säsongens första mål gjordes av Espen Børufsen (start) i omgång 1, efter tre minuter i matchen mellan Aalesund och Start.
- Säsongens första gula kort fick Steinar Pedersen (Start) i omgång 1, efter 11 minuter i matchen mellan Aalesund och Start.
- Säsongens första røda kort fick Gustave Bahoken (Aalesund) i omgång 1, efter 73 minuter i matchen mellan Aalesund och Start.
- Säsongens första äkta hat-trick gjorde Bengt Sæternes (Brann) i omgång 3, efter mål i andra. Tionde och 29:e minuten i matchen mellan Brann och Vålerenga.
- Målvakten Adin Brown (Aalesund) gjorde mål i omgång 13 i 2-2-matchen mellan Aalesund och Rosenborg.
- Thorstein Helstad (Brann) gjorde hat-trick i två raka matcher.
- I omgång 25 gjorde två spelare fyra mål, nämligen Thorstein Helstad (Brann) i matchen mot Viking, och Daniel Nannskog (Stabæk) i matchen mot Tromsø.

## Tabeller

### Poängtabell
| Nr | Lag               | S  | V  | O | F  | GM | IM | MS  | P  |
| -- | ----------------- | -- | -- | - | -- | -- | -- | --- | -- |
| 1  | SK Brann          | 26 | 17 | 3 | 6  | 59 | 39 | +20 | 54 |
| 2  | Stabæk IF         | 26 | 14 | 6 | 6  | 53 | 35 | +18 | 48 |
| 3  | Viking FK         | 26 | 14 | 5 | 7  | 50 | 40 | +10 | 47 |
| 4  | Lillestrøm SK     | 26 | 12 | 8 | 6  | 47 | 28 | +19 | 44 |
| 5  | Rosenborg BK (RL) | 26 | 12 | 5 | 9  | 53 | 39 | +14 | 41 |
| 6  | Tromsø IL         | 26 | 12 | 4 | 10 | 45 | 44 | +1  | 40 |
| 7  | Vålerenga IF      | 26 | 10 | 6 | 10 | 34 | 34 | 0   | 36 |
| 8  | Fredrikstad FK    | 26 | 9  | 9 | 8  | 37 | 40 | −3  | 36 |
| 9  | FK Lyn            | 26 | 10 | 4 | 12 | 43 | 46 | −3  | 34 |
| 10 | Strømsgodset IF   | 26 | 8  | 6 | 12 | 34 | 47 | −13 | 30 |
| 11 | Aalesunds FK      | 26 | 9  | 3 | 14 | 40 | 56 | −16 | 30 |
| 12 | Odd Grenland      | 26 | 8  | 3 | 15 | 33 | 43 | −10 | 27 |
| 13 | IK Start          | 26 | 6  | 8 | 12 | 34 | 44 | −10 | 26 |
| 14 | Sandefjord        | 26 | 4  | 4 | 18 | 26 | 53 | −27 | 16 |

### Resultattabell
| Hemma \ Borta   | AFK | FKL | FFK | IKS | LSK | ODD | RBK | SAN | SKB | STA | STR | TIL | VFK | VIF |
| Aalesunds FK    | —   | 3–1 | 3–3 | 2–4 | 1–3 | 2–1 | 1–2 | 4–1 | 2–1 | 1–4 | 3–2 | 2–3 | 0–2 | 1–0 |
| FK Lyn          | 0–0 | —   | 2–1 | 4–1 | 0–4 | 3–1 | 2–1 | 3–0 | 6–0 | 3–2 | 1–0 | 4–3 | 2–3 | 3–1 |
| Fredrikstad FK  | 2–1 | 3–1 | —   | 3–0 | 0–0 | 1–1 | 4–3 | 2–0 | 0–4 | 1–2 | 1–1 | 2–1 | 2–0 | 1–0 |
| IK Start        | 1–2 | 0–1 | 3–1 | —   | 0–0 | 1–2 | 2–1 | 3–1 | 1–1 | 1–1 | 2–3 | 1–1 | 1–1 | 1–0 |
| Lillestrøm SK   | 7–0 | 3–1 | 3–0 | 1–0 | —   | 1–1 | 4–1 | 1–1 | 1–5 | 1–1 | 2–0 | 0–3 | 4–1 | 0–1 |
| Odd Grenland    | 3–0 | 2–0 | 2–0 | 2–0 | 0–1 | —   | 1–2 | 4–0 | 0–2 | 1–5 | 0–1 | 0–1 | 1–3 | 1–4 |
| Rosenborg BK    | 2–2 | 3–0 | 1–1 | 4–1 | 1–1 | 4–1 | —   | 2–0 | 3–0 | 3–0 | 1–2 | 4–3 | 4–2 | 2–0 |
| Sandefjord      | 3–0 | 3–1 | 2–2 | 1–3 | 0–2 | 0–2 | 1–2 | —   | 2–3 | 2–3 | 0–1 | 2–1 | 4–1 | 1–3 |
| SK Brann        | 2–1 | 3–1 | 2–2 | 2–2 | 3–1 | 4–0 | 3–2 | 1–0 | —   | 3–0 | 3–1 | 2–1 | 5–2 | 4–1 |
| Stabæk IF       | 4–2 | 3–2 | 0–1 | 1–1 | 3–1 | 1–0 | 2–1 | 1–1 | 0–1 | —   | 3–2 | 5–0 | 2–1 | 2–2 |
| Strømsgodset IF | 0–4 | 1–1 | 2–1 | 3–2 | 1–1 | 2–1 | 1–1 | 4–0 | 2–4 | 0–5 | —   | 1–2 | 1–2 | 1–2 |
| Tromsø IL       | 0–2 | 2–1 | 4–1 | 1–1 | 2–1 | 2–4 | 2–1 | 2–1 | 3–0 | 0–1 | 2–2 | —   | 2–1 | 1–0 |
| Viking FK       | 3–0 | 4–2 | 2–2 | 2–0 | 1–1 | 2–1 | 1–1 | 0–0 | 3–1 | 2–1 | 3–0 | 3–1 | —   | 2–1 |
| Vålerenga IF    | 2–1 | 0–0 | 2–0 | 3–2 | 1–3 | 1–1 | 2–1 | 2–0 | 2–0 | 1–1 | 0–0 | 2–2 | 1–3 | —   |

## Kvalspel
| Datum            | Hemmalag      | Resultat | Bortalag      | Anläggning            | Publik |
| ---------------- | ------------- | -------- | ------------- | --------------------- | ------ |
| 8 november 2007  | Odd Grenland  | 0-1      | FK Bodø/Glimt | Skagerak Arena, Skien | 9 183  |
| 12 november 2007 | FK Bodø/Glimt | 3-2      | Odd Grenland  | Aspmyra, Bodø         | 6 364  |

Bodø/Glimt flyttades därmed upp och Odd Grenland tvingades stiga ner 1. divisjon.

## Statistik
| Senast uppdaterad 27 december 2007 \| Antall matcher: \| 182 \| \| Antal mål: \| 582 \| \| Målsnitt mål per match: \| 3,20 \| \| Totaltt antal åskådare: \| 1 914 907 \| \| Åskådarsnitt per match: \| 10 521 \| \| Högsta antal åskådare: \| 21 901 Rosenborg - Start (omgång 7) \| \| Lägst antal åskådare: \| 3 620 Lyn - Viking (omgång 20) \| \| Största seger: \| 7–0 Lillestrøm - Aalesund (omgång 18) \| \| Antal gula kort: \| 535 \| \| Antal utvisningar: \| 30 \| |                                       |
| Antall matcher: | 182                                   |
| Antal mål: | 582                                   |
| Målsnitt mål per match: | 3,20                                  |
| Totaltt antal åskådare: | 1 914 907                             |
| Åskådarsnitt per match: | 10 521                                |
| Högsta antal åskådare: | 21 901 Rosenborg - Start (omgång 7)   |
| Lägst antal åskådare: | 3 620 Lyn - Viking (omgång 20)        |
| Största seger: | 7–0 Lillestrøm - Aalesund (omgång 18) |
| Antal gula kort: | 535                                   |
| Antal utvisningar: | 30                                    |

## Anläggningar

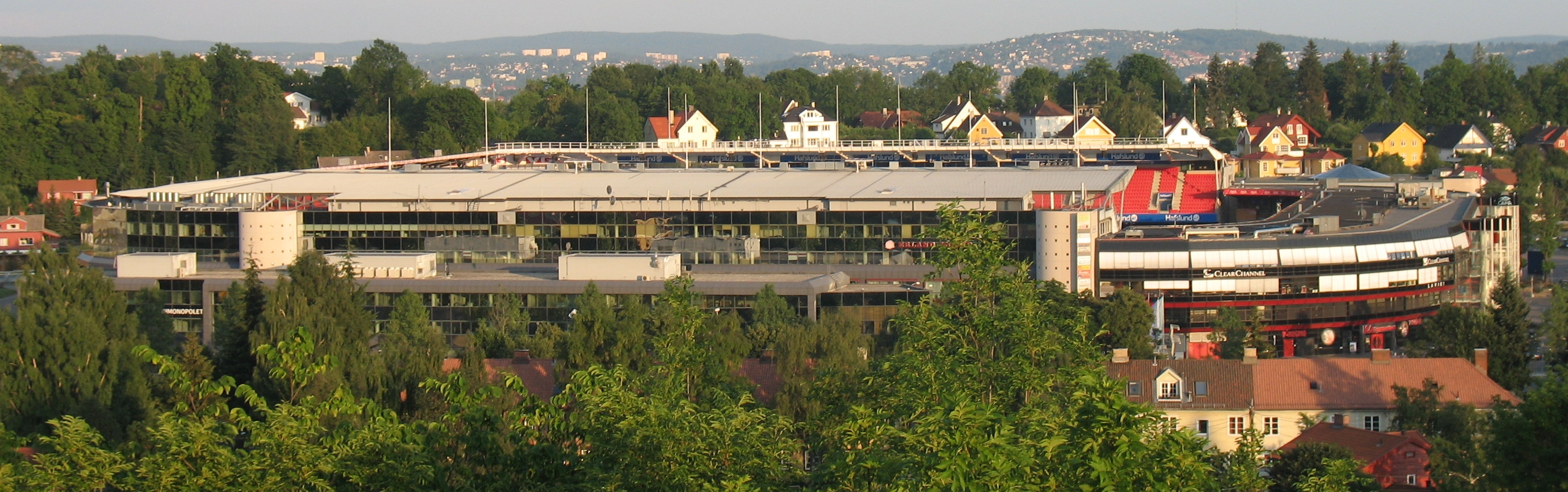
Ullevaal stadion, Norges landslags hemmaplan där Lyn och Vålerenga och spelar sina hemmamatcher.

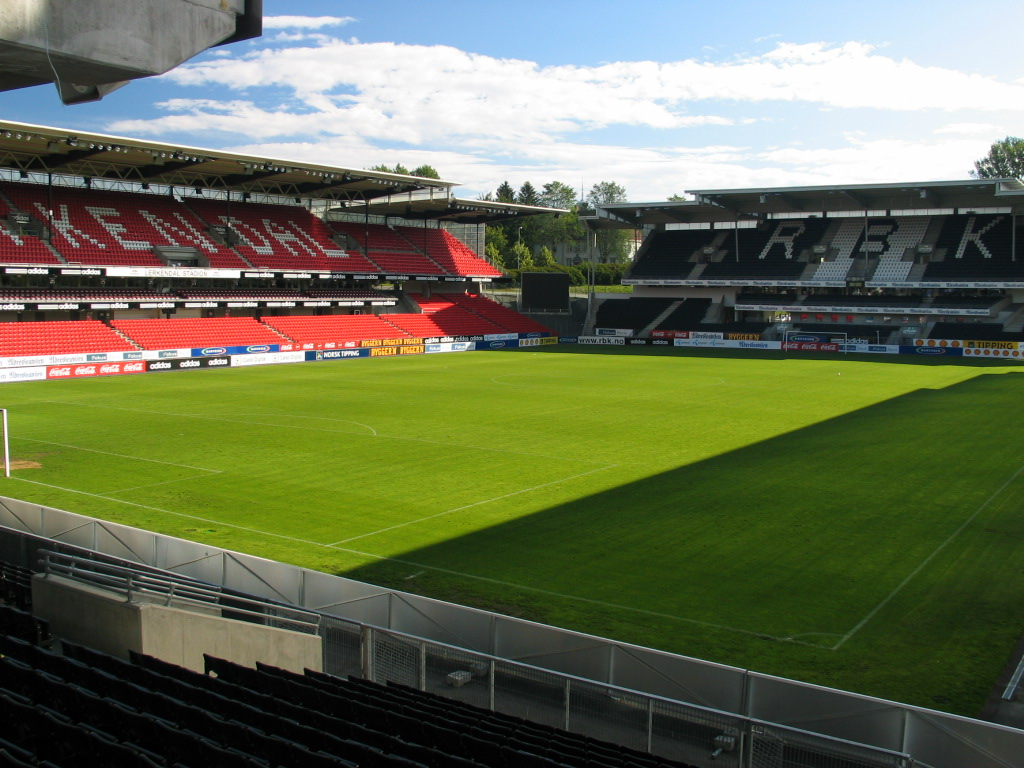
Lerkendal Stadion i Trondheim.

Hemmaplaner säsongen 2007:
| Namn                | Hemmalag          | Publikkapacitet |
| ------------------- | ----------------- | --------------- |
| Ullevaal Stadion    | Lyn och Vålerenga | 25 572          |
| Lerkendal Stadion   | Rosenborg         | 21 166          |
| Brann Stadion       | Brann             | 17 500          |
| Viking Stadion      | Viking            | 16 500          |
| Sør Arena           | Start             | 15 000          |
| Fredrikstad Stadion | Fredrikstad       | 12 800          |
| Åråsen Stadion      | Lillestrøm        | 12 200          |
| Color Line Stadion  | Aalesund          | 10 720          |
| Komplett.no Arena   | Sandefjord        | 9 000           |
| Skagerak Arena      | Odd Grenland      | 9 000           |
| Marienlyst Stadion  | Strømsgodset      | 8 500           |
| Alfheim Stadion     | Tromsø            | 8 300           |
| Nadderud stadion    | Stabæk            | 6 950           |

## Domare

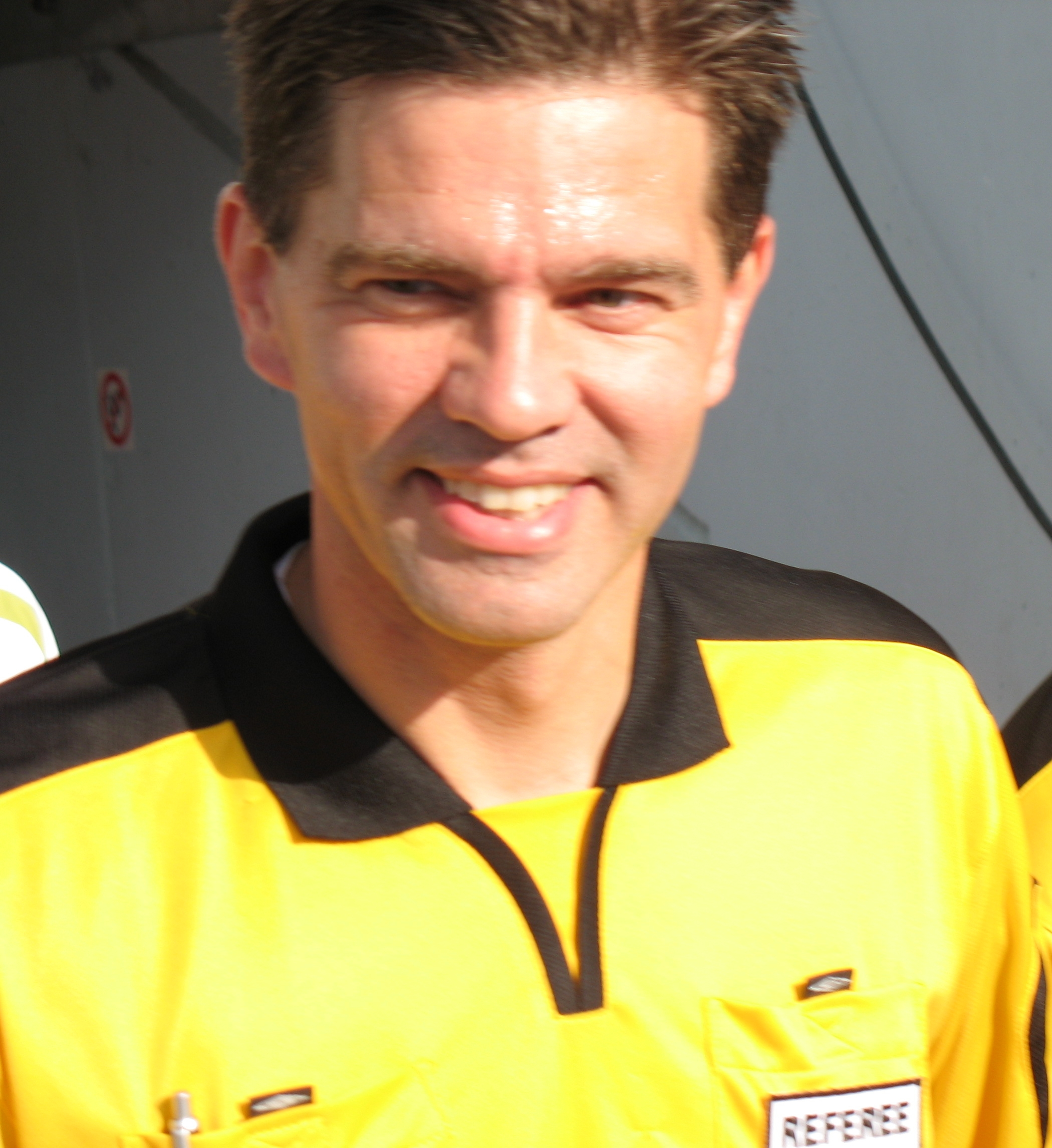
Terje Hauge, en av domarna.

Norges Fotballforbund beslutade att använda dessa domare under säsongen 2007:
| Domare               | Klubb                      | Födelsedatum     |
| -------------------- | -------------------------- | ---------------- |
| Kjell Alseth         | Stjørdals/Blink            | 15 augusti 1960  |
| Espen Berntsen       | Vang Fotballag             | 12 maj 1967      |
| Jonny Ditlefsen      | Mo Idrettslag              | 19 maj 1964      |
| Svein-Erik Edvartsen | Hamar Idrettslag           | 21 maj 1979      |
| Tom Harald Hagen     | Grue Idrettslag            | 1 april 1978     |
| Terje Hauge          | Olsvik Idrettslag          | 5 oktober 1965   |
| Kristoffer Helgerud  | Lier Idrettslag            | 22 november 1965 |
| Svein Oddvar Moen    | Sportsklubben Haugar       | 22 januari 1979  |
| Roy Helge Olsen      | Flekkerøy Idrettslag       | 19 januari 1965  |
| Brage Sandmoen       | Kjelsås Idrettslag         | 22 mars 1967     |
| Tommy Skjerven       | Kaupanger Idrettslag       | 25 juli 1967     |
| Per Ivar Staberg     | Harstad Idrettslag         | 16 oktober 1969  |
| Kjetil Sælen         | Arna-Bjørnar               | 21 februari 1969 |
| Tom Henning Øvrebø   | Nordstrand Idrettsforening | 26 juni 1966     |

## Målskyttar
Senast uppdaterad 27 december 2007
22 mål

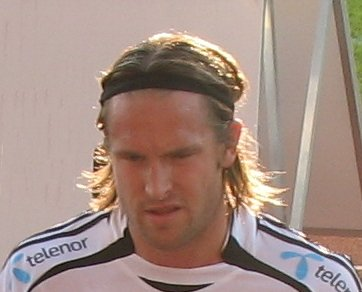
Thorstein Helstad

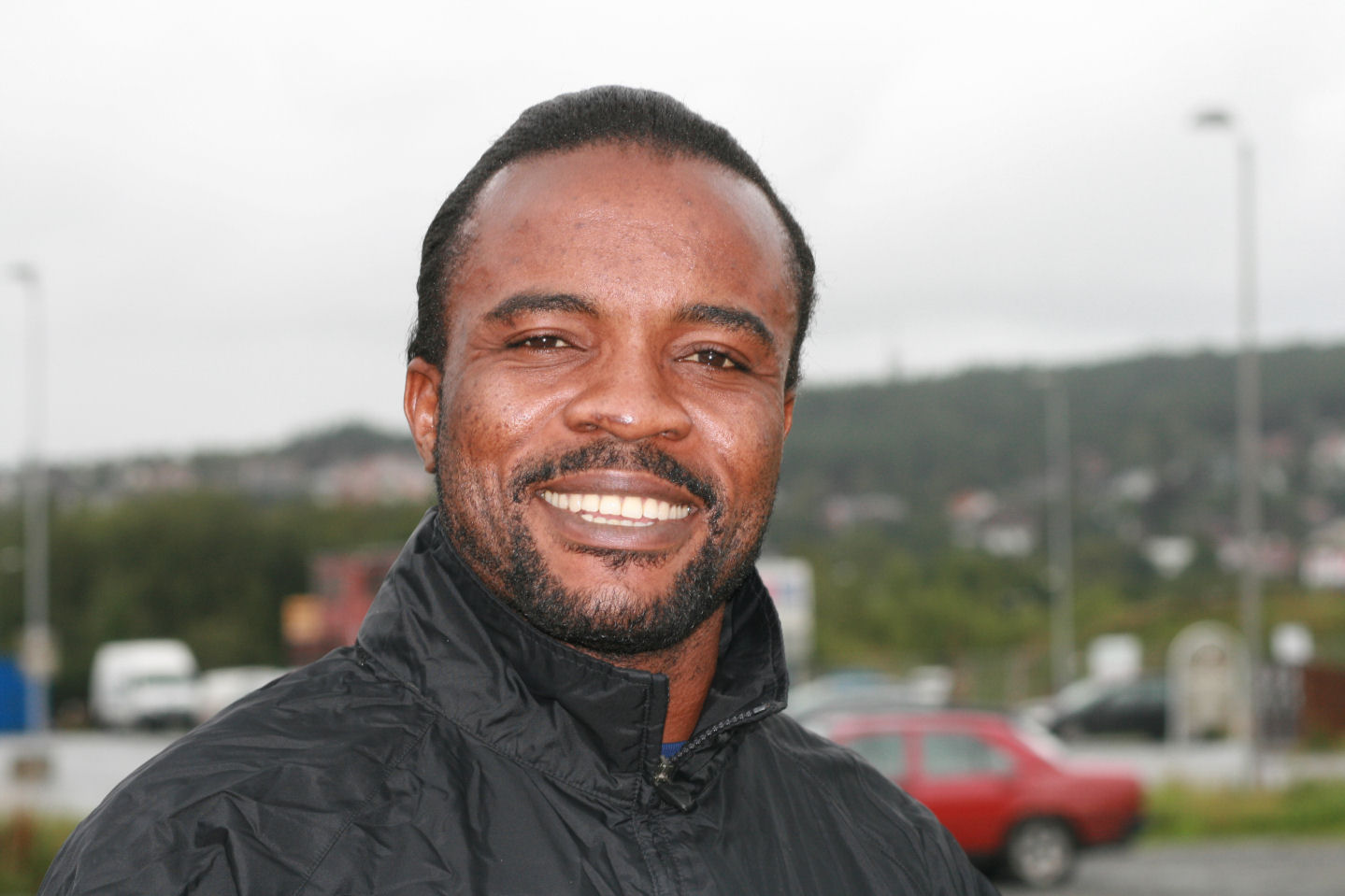
Peter Ijeh

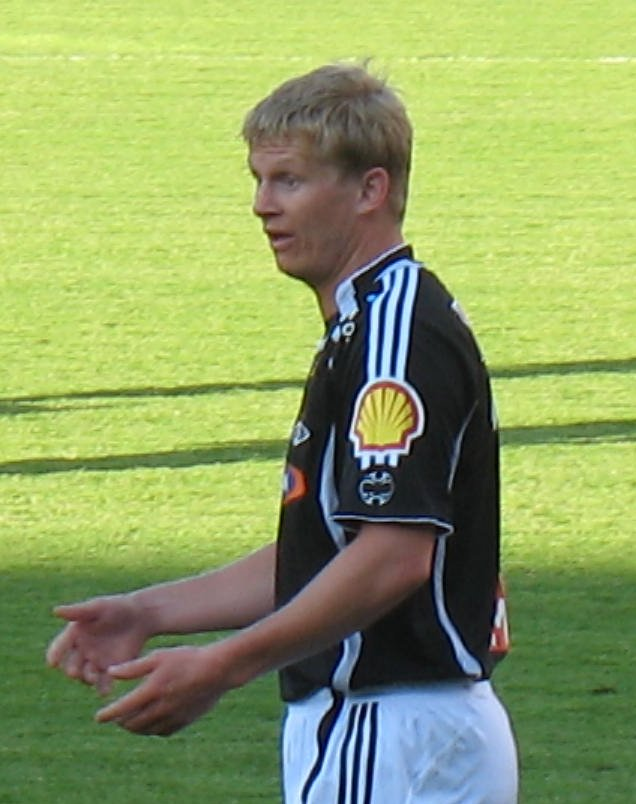
Steffen Iversen

- Thorstein Helstad, Brann

19 mål
- Daniel Nannskog, Stabæk

18 mål
- Peter Ijeh, Viking

15 mål
- Veigar Páll Gunnarsson, Stabæk

13 mål
- Steffen Iversen, Rosenborg

12 mål
- Morten Moldskred, Tromsø
- Olivier Occean, Lillestrøm

10 mål
- Arild Sundgot, Lillestrøm

9 mål
- Morten Berre, Vålerenga
- Tarik Elyounoussi, Fredrikstad
- Yssouf Koné, Rosenborg

8 mål
- Sigurd Rushfeldt, Tromsø
- Espen Ruud, Odd Grenland
- Ole Martin Årst, Start
- Stefan Bärlin, Odd Grenland

7 mål
- John Anders Bjørkøy, Fredrikstad
- Magnus Myklebust, Lillestrøm
- Marek Sapara, Rosenborg

6 mål
- Didier Ya Konan, Rosenborg
- Tor Hogne Aarøy, Aalesund
- Martin Andresen, Brann
- André Bergdølmo, Strømsgodset
- Allan Gaarde, Viking
- Espen Hoff, Lyn

5 mål:
| - Jeffrey Aubynn, Aalesund - Joakim Austnes, Aalesund - Søren Berg, Viking - Ardian Gashi, Fredrikstad - Alanzinho, Stabæk - Gardar Jóhannsson, Fredrikstad - Adriano Munoz, Sandefjord - Bengt Sæternes, Brann |  | - Robbie Winters, Brann - Chinedu Obasi, Lyn - Nikolai Stokholm, Viking - Petter Vaagan Moen, Brann - Espen Børufsen, Start - Péter Kovács, Strømsgodset - Alexander Ødegaard, Viking |

4 mål:
| - Simen Brenne, Lillestrøm - Daniel Fredheim Holm, Vålerenga - Christer George, Strømsgodset - Stefan Gislason, Lyn - Kim Holmen, Lyn - Jørgen Jalland, Vålerenga - Azar Karadas, Brann - Mika Koppinen, Rosenborg - Tommy Knarvik, Sandefjord |  | - Zbynek Pospech, Odd Grenland - Diego Silva, Aalesund - Kristján Örn Sigurdsson, Brann - Douglas Sequeira, Tromsø - Hannes Sigurdsson, Viking - Amund Skiri, Aalesund - Lars Iver Strand, Tromsø - Somen Tchoyi, Stabæk |

3 mål:
| - Tomasz Sokolowski, Lyn - Martin Borre, Start - Christian Grindheim, Vålerenga - Fredrik Gulsvik, Odd Grenland - Henning Hauger, Stabæk - Bernt Hulsker Start - Odion Ighalo, Lyn - Raio Piiroja, Fredrikstad |  | - Erling Knudtzon, Lyn - Magnus Powell, Lyn - Magnus Kihlberg, Aalesund - Endre Fotland Knudsen, Lyn - Joel Lindpere, Tromsø - Birger Madsen, Sandefjord - Khaled Mouelhi, Lillestrøm - Lasse Olsen, Aalesund |  | - Jarl André Storbæk, Vålerenga - Espen Søgård, Lillestrøm - Kari Arkivuo, Sandefjord - Thomas Sørum, Strømsgodset - Jacob Sørensen, Odd Grenland - Bjørn Helge Riise, Lillestrøm - Alexander Tettey, Rosenborg |

2 mål:
| - Dag Roar Ørsal, Aalesund - Ármann Smári Björnsson, Brann - Raymond Kvisvik, Fredrikstad - Jo Tessem, Lyn - Ståle Stensaas, Lyn - Daniel Braaten, Rosenborg - Roar Strand, Rosenborg - Stian Ohr Strømsgodset - Per Ciljan Skjelbred, Rosenborg - Samuel Isaksen, Sandefjord - Yngvar Håkonsen, Tromsø |  | - Morten Hæstad, Start - Christian Keller, Stabæk - Jon Midttun Lie, Start - David Nielsen, Start - Steinar Pedersen, Start - Alexander Aas, Strømsgodset - Ronny Deila, Strømsgodset - Thomas Finstad, Strømsgodset - Ousman Nyan, Strømsgodset - Jan Gunnar Solli, Brann - Patrice Bernier, Tromsø |  | - Razak Pimpong, Viking - Børre Steenslid, Viking - Ronny Johnsen, Vålerenga - Gunnar Heidar Thorvaldsson, Vålerenga - Rune Lange, Vålerenga - Chukwuma Akabueze, Odd Grenland - Andreas Tegström, Sandefjord - Tore Reginiussen, Tromsø - Kristofer Hæstad, Start - Martin Jensen, Sandefjord |  |  |

1 mål:
| - Erik Huseklepp, Brann - Fredrik Strømstad, Start - Fredrik Winsnes, Strømsgodset - Glenn Andersen, Strømsgodset - Hans Åge Yndestad, Tromsø - Haraldur Freyr Gudmundsson, Aalesund - Hassan El Fakiri, Brann - Jon Inge Høiland, Stabæk - Jone Samuelsen, Viking - Magne Simonsen, Lyn - Martin Jensen, Sandefjord - Mikael Dorsin , Rosenborg - Mike Kjølø, Stabæk - Morten Fevang, Odd Grenland - Nkosinathi Nhleko, Sandefjord - Pål Steffen Andresen, Lillestrøm - Shane Stefanutto, Lillestrøm - Stefan Bärlin, Start - Tom Stenvoll, Stabæk |  | - Tommy Berntsen, Lyn - Vidar Nisja, Viking - Øyvind Leonhardsen, Strømsgodset - Gustave B. Bahoken, Aalesund - Adin Brown, Aalesund - Trond Fredriksen, Aalesund - Karl Oskar Fjørtoft, Aalesund - Haraldur F. Guðmundsson, Aalesund - Jonathan Parr, Aalesund - Eirik Bakke, Brann - Ramiro Corrales, Brann - Ismael Beko Fofana, Fredrikstad - Øyvind Hoås, Fredrikstad - Anders Prytz, Fredrikstad - Brian West, Fredrikstad - Kasey Wehrman, Lillestrøm - Ezekiel Bala, Lyn - Kevin Larsen, Lyn - Nat Borchers, Odd Grenland |  | - Tarjei Dale, Odd Grenland - Per Nilsson, Odd Grenland - Fernando de Ornelas, Odd Grenland - Vidar Riseth, Rosenborg - Øyvind Storflor, Rosenborg - Abdou Razack Traoré, Rosenborg - Thomas Sobotzik, Sandefjord - Fredrik Thorsen, Sandefjord - Olav Zanetti, Sandefjord - Pontus Segerström, Stabæk - Geir Ludvig Fevang, Start - Kristoffer Paulsen Vatshaug, Start - Ygor Maciel Santiago, Start - Alex Valencia, Start - Mattias Andersson, Strømsgodset - Martin Knudsen, Tromsø - Christian Steen, Tromsø - Ragnvald Soma, Viking - Kjetil Wæhler, Vålerenga |